# Референдум в Сан-Марино (2019)
Референдумы в Сан-Марино прошли 2 июня 2019 года. Один был общественной инициативой по внесению поправок в избирательную систему, согласно которой 2-й тур должен проводиться через 30 дней после выборов между двумя ведущими партиями, только если ни одна из них не может сформировать коалиционное правительство. Второй референдум включал поправку к Конституции, предложенную капитаном-регентом, которая добавляла в закон запрет на дискриминацию по сексуальной ориентации. Это произошло после того, как голосование за поправку в Генеральном совете Сан-Марино не прошла из-за отсутствия кворума в две трети голосов. Оба предложения были одобрены избирателями.

## Результаты
| Реформа избирательной системы                     | 8 554 | 60,58 | 5 566 | 39,42 | 344 | 14 464 | 34 458 | 41,98 | Одобрен |
| Запрет на дискриминацию по сексуальной ориентации | 9 996 | 71,46 | 3 992 | 28,54 | 452 | 14 440 | 34 458 | 41,91 | Одобрен |
| Источник: Libertas                                |       |       |       |       |     |        |        |       |         |